# Sami Modiano
Sami Modiano, nato Samuel (Rodi, 18 luglio 1930), è un superstite dell'Olocausto italiano, sopravvissuto al campo di sterminio di Auschwitz-Birkenau e attivo testimone della Shoah.

## Biografia
Samuel Modiano nacque nell'isola greca di Rodi, all'epoca provincia italiana, figlio di Giacobbe Modiano (Salonicco, 17 marzo 1899 - Campo di concentramento di Auschwitz, 16 settembre 1944) e di Diana Franco. Alla promulgazione delle leggi razziali fasciste nel 1938 frequentava la terza elementare nella sua scuola, dalla quale, essendo ebreo, venne improvvisamente espulso. In un'isola dove ebrei, cristiani e musulmani da sempre convivevano pacificamente, fu la prima di una lunga serie di esperienze traumatiche.
La vita dopo le leggi razziali non fu facile: il padre dovette lasciare il lavoro, la madre Diana morì per una grave malattia, la metà della comunità ebraica di Rodi lasciò l'isola nella speranza di trovare salvezza altrove ed anche Sami dovette lavorare per sostenere la famiglia. La situazione a Rodi rimase tuttavia relativamente tranquilla fino all'armistizio che l'Italia firmò con gli Alleati l'8 settembre 1943. Dopo tale evento i tedeschi invasero l'isola e il 18 luglio 1944 imprigionarono tutti gli ebrei di sesso maschile ed età superiore ai 15 anni presenti sull'isola con un inganno: imposero loro presentarsi al Comando tedesco per un semplice controllo dei documenti, dichiarando che il giorno dopo avrebbero avuto la nuova carta di identità. Il giorno dopo lo stesso destino toccò anche alle donne e i bambini. Il 23 luglio, senza che nessuno potesse sfuggire, vennero caricati su tre caicchi con circa 600 persone a bordo ciascuno, in condizioni disumane. Riguardo all'esperienza, Modiano dichiarerà: «C'erano ancora gli escrementi delle bestie che avevano portato prima, e urine dappertutto. Ma là dentro non c'erano animali, maiali, capre, ma persone, vecchi con i loro malanni, bambini neonati, mamme che allattavano, donne che aspettavano...». Il viaggio, da Rodi fino al Pireo, durò ben 8 giorni. Dal 31 luglio al 3 agosto 1944, vennero rinchiusi nel campo di concentramento di Haidari, in cui non pochi morirono, anche di sete. Il 3 agosto, stipati nel buio soffocante dei vagoni di un treno, partirono diretti verso il campo di sterminio nazista di Birkenau, dove arrivarono il 16 agosto.
Appena arrivati nel campo, il 16 agosto 1944, gli uomini vennero separati dalle donne ed il quattordicenne Modiano rimase con suo padre. Di lì a poco vi fu la selezione operata da Josef Mengele e Sami venne inizialmente destinato all'uccisione nella camera a gas, ma il padre Giacobbe riuscì a portarlo nelle file dei superstiti. Il suo numero di matricola fu B7456, un numero in più di quello del padre, che aveva il numero B7455. Nei mesi successivi Sami perse la sorella Lucia e anche lo stesso padre, che, appreso della morte della figlia, si consegnò volontariamente in infermeria, pur sapendo quale fine gli sarebbe sicuramente stata riservata.
Lo stesso destino di morte sembrò essere riservato anche a Sami in più di un'occasione, come quando venne nuovamente selezionato per il crematorio e, in attesa di entrare nella camera a gas, si salvò solo perché in quel momento arrivò un trasporto di patate ed un ufficiale delle SS ebbe bisogno di manodopera per scaricarlo.
Nel campo Modiano strinse amicizia con un altro ragazzo italiano deportato, Piero Terracina, di due anni più grande di lui, proveniente da Roma, che rimarrà uno dei suoi migliori amici per tutta la vita:
Nel 1945, quando i sovietici erano a poche decine di chilometri dal campo, i tedeschi fecero uscire dal campo i superstiti e da Birkenau li condussero a piedi verso Auschwitz. Durante la marcia Modiano si accasciò a terra senza forze, abbandonando le speranze, ma fu sollevato da due sconosciuti compagni di sventura che lo portarono a destinazione, lasciandolo su un cumulo di cadaveri per mimetizzarlo. Al suo risveglio, ormai salvo, vide una casa in lontananza e ci si trascinò. Lì trovò altri superstiti del campo, fra i quali Primo Levi e l'amico Piero Terracina. Il giorno dopo arrivarono i sovietici. Era il 27 gennaio 1945.
Dei 776 ebrei italiani di età inferiore ai 14 anni che furono deportati nei campi di concentramento, Modiano fu tra i soli 25 sopravvissuti. Dell'intera comunità ebraica di Rodi, dopo l'Olocausto, rimasero solo 31 uomini e 120 donne.
Il ritorno alla vita e l'arrivo nell'Italia continentale, dove Sami non era mai stato prima di allora, furono un percorso arduo e faticoso. Modiano emigrò nel Congo belga, dove lavorò come commerciante e si sposò; anche in Africa si trovò tuttavia esposto a nuovi pericoli, con lo scoppio della guerra civile e la conquista del potere da parte del dittatore Mobutu Sese Seko.
Tornò quindi in Italia con la moglie, dividendosi tra Ostia e Rodi. Nel 2005 il vecchio amico Piero Terracina lo convinse ad accettare l'invito dell'allora sindaco di Roma Walter Veltroni a prendere parte ad un viaggio ad Auschwitz organizzato per gli studenti dei licei romani. Da allora Modiano durante l'inverno soggiorna in Italia e si dedica a far conoscere la sua esperienza ai ragazzi nelle scuole medie e superiori, mentre in estate vive a Rodi, dove si occupa dell'antica sinagoga e della piccola comunità ebraica presente nel paese.
Nel 2009 la sua voce viene inclusa nel progetto di raccolta dei "racconti di chi è sopravvissuto", una ricerca condotta tra il 1995 e il 2008 da Marcello Pezzetti per conto del Centro di Documentazione Ebraica Contemporanea che ha portato alla raccolta delle testimonianze di quasi tutti i sopravvissuti italiani dai campi di concentramento allora ancora viventi.
Qualche giorno prima dell'inizio del campionato europeo di calcio 2012, viene invitato a guidare la Nazionale italiana di calcio in visita al campo di concentramento-sterminio di Auschwitz insieme all'amico Piero Terracina e alla scrittrice Hanna Kugler Weiss, anche essa superstite dello sterminio ebraico nazista.
Nel 2013 pubblica un libro di memorie, Per questo ho vissuto (Rizzoli, Milano), nel quale descrive l'inferno di Auschwitz e racconta cosa abbia significato per lui ricominciare a vivere dopo essere sfuggito agli orrori del campo di sterminio.
Nel 2014, per il Giorno della Memoria, gli Speciali del TG1 trasmettono il docu-film L'amore dopo la tempesta di Roberto Olla, che racconta la storia di Sami e Selma Modiano.
In occasione del Giorno della Memoria 2018, viene trasmesso su tutte le principali emittenti tv italiane (Rai, Mediaset, LA7 e Sky) il docu-film Tutto davanti a questi occhi di Walter Veltroni, prodotto da Sky e Palomar, che racconta la storia di Sami Modiano.
Nel 2018, per il Giorno della Memoria viene trasmesso il docu-film Amici per la vita di Roberto Olla, che racconta la storia della grande amicizia tra Sami Modiano e Piero Terracina, nata nelle condizioni drammatiche del campo di sterminio.
In occasione del Giorno della Memoria 2020 viene trasmesso il docu-film L'uomo di Rodi di Roberto Olla, che racconta la storia della comunità ebraica di Rodi, narrata in prima persona da Sami Modiano tra le case del quartiere ebraico dell’isola greca. Si tratta di un docu-film prodotto dagli Speciali del Tg5 Mediaset.
In occasione del Giorno della Memoria 2021 viene trasmesso lo speciale Tg5 Parole dal silenzio.
In occasione del Giorno della Memoria 2022 viene trasmesso un docu-film Racconta, anche per noi per commemorare le vittime dell'Olocausto, di Roberto Olla, con la partecipazione di Sami Modiano e di un'altra sopravvissuta dell'Olocausto, Edith Bruck, i quali raccontano alcune esperienze vissute nei campi di concentramento, un docu-film prodotto dagli Speciali del Tg5 Mediaset.
Il 6 dicembre 2023, all'età di 93 anni, Modiano riceve da Eugenio Guglielmelli, rettore dell'Università Campus Bio-Medico di Roma, la Laurea honoris causa in Medicina e Chirurgia per meriti umanitari e sociali.
Nel 1964 si sposa con Selma.

## Opere
- Per questo ho vissuto: la mia vita ad Auschwitz-Birkenau e altri esili, Milano, Rizzoli, 2014, ISBN 978-88-17-07125-3.

## Filmografia
- Tutto davanti a questi occhi di Walter Veltroni, 45', prodotto nel 2017 da Sky Cinema[28]